# Niobé fille de Phoronée
Pour les articles homonymes, voir Niobé.
Dans la mythologie grecque, Niobé (en grec ancien Νιόβη / Nióbē) est la fille de Phoronée et la première mortelle qui s'unit avec Zeus selon les légendes argiennes. 

## Étymologie
L'étymologie du nom Νιόβη / Nióbē est incertaine et connait de nombreuses interprétations.
Au début du XXe siècle, Bruno Sauer (de) rapporte plusieurs hypothèses. La première propose une dérivation de la racine indo-européenne « *snu- » (« neiger ») qui signifierait « reine des neiges ». La deuxième se rapproche de « νείη / neíē », « rajeunie ». La troisième serait une hypocoristique des noms « Νεοβαία / Neobaía » ou « Νεοβούλη / Neoboúlē »,.
Une hypothèse rejetée est d'y voir un nom d'origine pélasge, composé de « *ni- » (« vers le bas ») et de « *ubh- » (« accroupi »), qui signifierait « celle qui est accroupie », en lien avec le mythe de Niobé la fille de Tantale, changée en pierre dans cette position. Cependant, la terminaison en « -βη / -bē » pourrait indiquer une origine non grecque, d'Asie Mineure.

## Mythe
Niobé est un personnage propre aux légendes d'Argos, liées à Phoronée, notamment rapportées par Acousilaos, cité par le Pseudo-Apollodore. Elle se distingue ainsi de la Niobé de Thèbes, fille de Tantale et ennemi de Léto.
Niobé est, dans la plupart des versions du mythe, la fille de Phoronée. Sa mère est, pour Acousilaos, la nymphe Télédicé (en). Une scholie à l'Oreste d'Euripide lui donne pour mère Péitho. Pausanias cite quant à lui Cerdo (en), qui correspond sans doute à la Cinna (en) mal orthographiée par Hygin dans un passage contenant de nombreuses lacunes. Pour Eusèbe de Césarée, Niobé n'est pas la fille mais la mère de Phoronée avec Inachos. Elle a pour frère Apis (en), qu'Eusèbe désigne comme son fils.
Elle est la première mortelle à laquelle s'unit Zeus,. Avec lui, elle donne naissance à Argos et Pélasgos, héros fondateurs à Argos,.
Niobé est peut-être la fille de Phoronée à qui Strabon, qui cite un passage perdu d'Hésiode, attribue cinq filles d'Hécatéros.

### Sources antiques
- Pseudo-Apollodore, Bibliothèque [détail des éditions] [lire en ligne] (II, 1, 1).
- Denys d'Halicarnasse, Antiquités romaines [détail des éditions] [lire en ligne] (I, 11).
- Diodore de Sicile, Bibliothèque historique [détail des éditions] [lire en ligne] (IV, 14).
- Hygin, Fables [détail des éditions] [(la) lire en ligne] (CXLV).
- Pausanias, Description de la Grèce [détail des éditions] [lire en ligne] (II, 21–22).
- Platon, Timée [détail des éditions] [lire en ligne] (22a).
- Strabon, Géographie [détail des éditions] [lire en ligne] (X, 3, 19).

#### Dictionnaires et encyclopédies
- (en) Robert E. Bell, Women of Classical Mythology: A Biographical Dictionary, Santa Barbara, ABC-Clio, 1991, 462 p. (ISBN 9781280713897, lire en ligne), « Niobe (1) », p. 324.
- (en) Jennifer R. March, Dictionary of Classical Mythology, Londres, Cassell, 1998, 416 p. (ISBN 0-304-34626-8, lire en ligne), « Niobe (1) », p. 271-272.
- (de) Bruno Sauer, « Niobe und die Niobiden (argivische Sage) », dans Wilhelm Heinrich Roscher, Ausführliches Lexikon der griechischen und römischen Mythologie, vol. III-1, Leipzig, Teubner-Verlag, 1902 (lire sur Wikisource), col. 376-378.

#### Études
- Marianne Hopman, « Une déesse en pleurs : Niobé et la sémantique du mot θεός chez Sophocle », Revue des études grecques, vol. 117,‎ 2004, p. 447-467 (lire en ligne, consulté le 21 janvier 2025).